# New York Mets
El New York Mets és un club professional de beisbol estatunidenc que disputa la MLB, concretament a la Lliga Nacional i a la Divisió Est. Juguen a l'estadi Citi Field, situat a Flushing, Queens, Nova York. Té una capacitat pròxima als 45.000 espectadors.
Uniforme: Blau, taronja i negre (el taronja commemora els antics Gegants de Nova York, el blau commemora els Dodgers de Brooklyn).
Logo: Lletres 'N'i 'I' entremesclades, sobre un fons blau (el logo NY és idèntic al dels Gegants de Nova York, el fons blau va ser escollit perquè era el color dels Dodgers de Brooklyn). El logo va ser dissenyat per l'historietista Ray Gatto. La forma de la insígnia, cosida en taronja representa una pilota de beisbol, i conté un pont que representa la unió dels tres municipis (boroughs) de Nova York.
Equips a la mateixa divisió: Atlanta Braves, Washington Nationals, Miami Marlins, Philadelphia Phillies.
Tema: "Meet the Mets" (1963), per Bill Katz i Ruth Roberts.
Mascota: Mr Met.

## Història de la franquícia

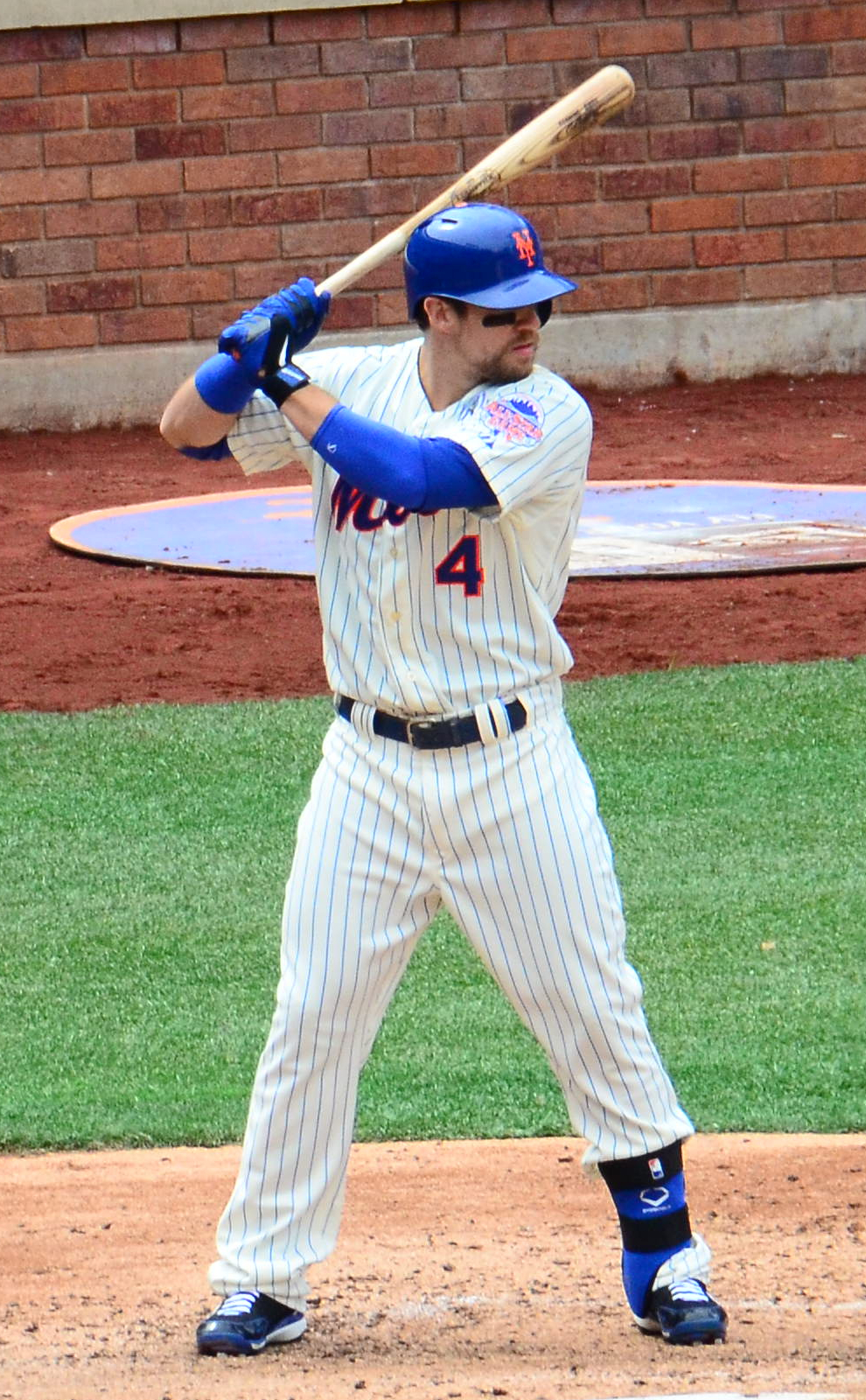
Collin Cowgill al bat pels New York Mets durant un partit de la jornada inaugural al Citi Field de Flushing, Nova York, l'1 d'abril de 2013.

El 1957 els Dodgers de Brooklyn i els Gegants de Nova York van deixar Nova York per establir-se a Califòrnia, deixant a la ciutat més gran dels Estats Units sense equip en la Lliga Nacional. Dos anys més tard, el 27 juliol 1959 l'advocat William Shea va anunciar la formació d'una tercera lliga de grans lligues de beisbol, la Lliga Continental. Després d'un any de discussions, el 1960, Shea i altres organitzadors de la Lliga Continental van aconseguir un acord amb les lligues establertes. Es va acordar abandonar la creació de la tercera lliga i en el seu lloc expandir les lligues existents amb dos equips cadascuna. La ciutat de Nova York va acollir a un d'aquests nous equips. Els amos principals eren John Whitney Payson i Charles Shipman Payson .
El nou equip necessitava un nou nom i se'n van proposar varis. Els amos finalment van escollir els "Metropolitans", un nom de significat històric, ja utilitzat per un equip de Nova York del segle xix. Aquest nom s'abreujà a "Mets" i va rebre una àmplia aprovació per part dels fanàtics i la premsa .
El seu uniforme és una barreja dels colors utilitzats per dos antics equips de Nova York de la Lliga Nacional del segle xix : taronja pels Gegants de Nova York i blau pels Dodgers de Brooklyn, a més del color blanc, simbolitzant, així mateix, la bandera de l'estat de Nova York que és blau, blanc i taronja .
La seva primera temporada la van jugar en un parc àmpliament conegut pels nostàlgics aficionats dels Gegants de Nova York que havien quedat orfes quan aquests es van mudar i van abandonar la seva antiga casa, el Polo Grounds.

### Inicis
Quan els Mets van començar el 1962, el seu uniforme va ser una barreja de dos equips newyorkins d'abans, tots dos de la Lliga Nacional, que s'havien mudat a la costa Californiana, com eren els Gegants de Nova York (els tons taronja) i els Dodgers de Brooklyn (els tons blaus, aconseguint així reconciliar dues aficions que eren fins a cert punt antagòniques, afegint a aquells aficionats a qui no els agradaven els seus veïns del Bronx, els Yankees de Nova York, però les coses, esportivament parlant, es van mostrar adverses i extremadament difícils .
Els veïns dels Mets, Els Yankees de Nova York, eren competitius i relativament bons. Però aquest no era el cas dels Metropolitans. Els Jugadors del primer any eren jugadors novells i alguns altres rebutjats pels altres equips. Es va fer llavors una col·lecta per lliurar jugadors competitius als Mets, però el resultat no va ser el millor. Els Mets van tenir uns dels pitjors rècords en la història de la MLB amb 120 partits jugats i només 40 guanyats (un percentatge de .250).
Tot i que eren adorats pel seu públic, la ratxa perdedora era una de les més grans de la història del beisbol i la més gran del segle xx. De 1962 a 1968 van ser coneguts com "Els Adorables Perdedors" (The Lovable Loosers) .
El gerent dels Mets del 1963 al 1967, es va preocupar per conjuntar un bon equip, però no ho va aconseguir, ja que va contractar estrelles del passat que jugaven en els equips com els Dodgers de Los Angeles, però els seus anys gloriosos ja havien passat. En aquesta època es van contractar jugadors com: Frank Thomas, Roger Craig,i altres .
El 1964, es va construir el Shea Stadium (batejat amb el nom del seu amo) i es va convertir en la nova casa dels Mets. L'equip va anar millorant a poc a poc a passos lents. El 1967, es va veure un gran progré, acabant en el 9è lloc. En aquell any els Mets van millorar amb la compra del llançador Tom Seaver (qui es va convertir en el Rookie de l'any de 1967) i d'altres jugadors com Jerry Grote, Wes Westrum, i Tommie Agee.

### La Sèrie Mundial 1969: El Miracle dels Mets
Des que van sorgir el 1962 fins abans de la miraculosa campanya de 1969, els Mets de Nova York exhibien un paupèrrim balanç de 394 triomfs i 737 derrotes en set temporades.
Excepte en 1966 i 1968, quan van acabar penúltims a la Lliga Nacional, sempre van finalitzar a la part baixa, malgrat haver tingut com mànager durant els seus primers anys a un geni com Casey Stengel, que en la dècada dels 50 va fer invencibles als Yankees.
En cinc dels seus primers set anys d'existència, els Mets van sumar més de 100 derrotes. En començar la campanya de 1969, ningú comptava amb els Mets, que per llavors eren dirigits per Gil Hodges.
Aquest any es va transformar el sistema de competència i van sorgir les divisions Est i Oest en cadascuna de les lligues.
Hodges va fer miracles i els Mets van guanyar el circuit oriental de la Nacional amb 100 triomfs i 62 derrotes, amb vuit jocs d'avantatge sobre els Chicago Cubs, ocupants de la segona posició.
Hodges va comptar amb els excel·lents llançaments de Tom Seaver, guanyador de 25 jocs, i de Jerry Koosman (17 triomfs), mentre que Tug McGraw va salvar 12 partits. Ofensivament, només Cleon Jones (.340) i Art Shamsky (.300) van tenir averages notables, alhora que Tommy Agee, amb 26 HR i 79 carreres impulsades, eren els principal artillers de l'atac.
Al play-off van aconseguir una altra sorpresa en escombrar als Braves, que s'havien mudat a Atlanta, i que tenien un equip impressionant, encapçalat per Hank Aaron i el boricua Orlando Peruchín Cepeda, així com els dominicans Rico Carty i Felipe Alou.
En la Sèrie Mundial s'enfrontarien als Orioles de Baltimore, superfavorits per tenir a les seves files Brooks i Frank Robinson, Paul Blair,Boog Powell i llançadors Mike Cuéllar i Jim Palmer.
Baltimore, sota el comandament d'Earl Weaver, va acabar la temporada amb 109-53 i també va escombrar al playoff als Minnesota Twins. En el clàssic, però, els Orioles només van poder guanyar un joc, el primer, amb un joc complet de Cuéllar, que va permetre només sis hits i una carrera, mentre els seus companys anotaven 4 carreres davant Seaver, que va rebre home run de Don Buford al segon llançament del partit.
Els Orioles es van imposar 4-1 davant el públic satisfet al Memorial Stadium de Baltimore.
En el segon joc Koosman va llançar sense hits fins al sisè innin, quan va permetre l'única carrera dels Orioles que va empatar el xoc 1-1.
Els Mets havien marcat una carrera al quart per HR de Donn Clendenon i van decidir a la part alta del novè quan amb dos outs: Ed Charles, Jerry Grote i Al Weis van aconseguir dos senzills consecutius davant Dave McNally. Ron Taylor va treure els dos últims outs de la part baixa del novè i es va anotar el "save".
Al Shea Stadium, Gary Gentry i el llavors inexpert Nolan Ryan se les van arreglar per blanquejar 5-0 als sorpresos Orioles. Gentry va guanyar i Ryan es va emportar el "save", mentre que Agee i Ed Kranepool van aconseguir HR per Nova Yor. El mateix Agee va realitzar dues atrapades d'espant al jardí central per preservar el triomf del seu equip.
Seaver es va reivindicar i en el quart partit va llançar deu entrades completes per guanyar 2-1. Clendenon havia donat avantatge als Mets amb quadrangular en el segon inning davant Cuéllar, però Baltimore va empatar al principi de la novena entrada, quan una sensacional defensa de Ron Snowboda va evitar un doble de Brooks Robinson, però no va poder impedir l'anotació de Frank Robinson des de tercera.
La carrera de la victòria, a la part baixa del desè, es va anotar quan el rellevista Dick Hall va cometre un error en el tir a primera i va colpejar al batedor - corredor JC Martin, permetent anotar a Rod Gaspar, qui es trobava en segona.
El miracle es va concretar en el cinquè joc i últim en el Shea Stadium. L'afició encara no creia el que veia, però els Mets van guanyar 5-3, després de recuperar d'un desavantatge de 3-0.
En el setè capítol Weis va batre un altre quadrangular per igualar la pissarra i en el vuitè Jones i Snowboda van aconseguir dos dobles consecutius per donar les carreres del triomf. El miracle s'havia concretat.

### Anys 80 i 90
L'equip dels Mets es va convertir en un dels més forts de les grans lligues des de mitjans de la dècada de 1980, amb jugadors com el llançador de bola ràpida Dwight Gooden, el jardiner dret Darryl Strawberry, el receptor Gary Carter i el primer base Keith Hernández. El 1986 van tenir una temporada regular increïble amb 108 victòries i 54 derrotes i a més d'això van guanyar la Sèrie Mundial el 1986, contra els Boston Red Sox en set jocs en una de les Sèries Mundials més recordades de la història, ja que els Mets van guanyar en set partits gairebé quan perdien en la novena entrada del sisè partit. Van tornar a la post- temporada el 1988 però després van caure en una altra època de pèrdues i cap èxit.
A mitjan dècada de 1990 els Mets van buscar un nou equip a la recerca de més victòries després d'anys de decadència i derrotes com a equip. La temporada del 1999 van guanyar la Wild Card de la Lliga Nacional que atorgava un bitllet cap als playoffs però no van arribar a arribar a les Sèries Mundials.
Aquest és part de l'equip de l'any 1986 que va guanyar el títol :
Gary Carter
Ray Knight
Darryl Strawberry
lenny Dykstra
Rafael Santana
Wally Backman
Dwight Gooden
Ron Darling
Mookie Wilson
George Foster
Howard Johnson
Tim Teufel
Kevin Mitchell
Ed Hearn
Bob Ojeda

### Anys 2000
L'any 2000 va ser la temporada més progressiva després de la gran temporada del 1986 per als Mets. Per segon any consecutiu guanyen el Wild Card, i eventualment van arribar a la Sèrie Mundial contra el seu veí, els Yankees, i encara que van ser eliminats en cinc jocs això no va voler dir que els Metropolitans no haguessin jugat bé, ja que els Yankees només els van superar per 3 carreres més en la sèrie (23 carreres impulsada pels Yankees i 20 pels Metropolitans) de cinc jocs .
L'any 2001 i 2002 ràpidament es va veure una davallada en l'equip. Tot això va ser causa de mals canvis de jugadors i de no esforçar-se prou. El 2002 i 2003 van ser temporades tràgiques per als Mets, ja que només van imposar un rècord de 75-86 (2002) i encara pitjor el 2003 amb un rècord de 66-95. No van mostrar molta millora en el 2004, i no va ser fins al 2005 quan els Mets van canviar de futur. Al final de la temporada del 2004 es van fer canvis perquè l'equip millorés i una d'aquestes coses va ser reemplaçar el gerent amb Omar Minaya. Mianya fer canvis clau per a l'equip portant jugadors amb grans historials com a Carlos Beltrán, Pedro Martínez i després a Carlos Delgado. Els Metropolitans van millorar i van imposar un rècord de 83-79 després de tres anys de fracàs total .
El 2006 els Mets es van reforçar millor amb jugadors com Paul El Duca, David Wright (actualment capità de l'equip i rècord-man de la franquícia) i José Reyes. Del no-res els Mets van tornar a sorgir i es van fer competència l'any 2006. Van acabar la temporada regular com el millor equip de la Lliga Nacional i empatats amb els Yankees per al millor rècord de la lliga amb 97 victòries i 65 derrotes.
Després de quatre temporades decebedores, després de la finalització de la campanya 2010, el GM Omar Minaya i el mànager Jerry Manuel van ser acomiadats per així provocar un canvi de rumb en la franquícia dels Mets. Menys d'un mes després, els Mets van anunciar la contractació de Sandy Alderson com a nou general manager i unes setmanes després la de Terry Collins com a nou manager .

## Palmarès
- Campionats de la MLB (2): 1969, 1986
- Campionats de la Lliga Nacional (4): 1969, 1973, 1986, 2000
- Campionats de la Divisió Est (5): 1969, 1973, 1986, 1988, 2006

## Evolució de la franquícia
- New York Mets (1962–present)

## Colors
Blau, taronja i blanc.

## Estadis
- Citi Field (2009-present)
- Shea Stadium (1964-2008)
- Polo Grounds (1962-1963)

## Números retirats
- Gil Hodges 14
- Casey Stengel 37
- Tom Seaver 41
- Jackie Robinson 42
- William Shea SHEA

## Plantilla activa
<thead>

| #  | Pitchers          | B/T | Ht    | Wt  | DOB</thead>         | 40 | Bartolo Colon | R-R | 5'11" | 285 | May 24, 1973 |    |                 |     |      |     |              |
| 27 | Jeurys Familia    | R-R | 6'3"  | 240 | Oct 10, 1989        |    |               |     |       |     |              |    |                 |     |      |     |              |
| 44 | Kyle Farnsworth   | R-R | 6'4"  | 230 | Apr 14, 1976        |    |               |     |       |     |              |    |                 |     |      |     |              |
| 35 | Dillon Gee        | R-R | 6'1"  | 205 | Apr 28, 1986        |    |               |     |       |     |              |    |                 |     |      |     |              |
| 71 | Gonzalez Germen   | R-R | 6'1"  | 200 | Sep 23, 1987        |    |               |     |       |     |              |    |                 |     |      |     |              |
| 32 | John Lannan       | L-L | 6'4"  | 235 | Sep 27, 1984        |    |               |     |       |     |              |    |                 |     |      |     |              |
| 58 | Jenrry Mejia      | R-R | 6'0"  | 205 | Oct 11, 1989        |    |               |     |       |     |              |    |                 |     |      |     |              |
| 49 | Jon Niese         | L-L | 6'3"  | 220 | Oct 27, 1986        |    |               |     |       |     |              |    |                 |     |      |     |              |
| 56 | Scott Rice        | L-L | 6'6"  | 225 | Sep 21, 1981        |    |               |     |       |     |              |    |                 |     |      |     |              |
| 52 | Carlos Torres     | R-R | 6'1"  | 180 | Oct 22, 1982        |    |               |     |       |     |              |    |                 |     |      |     |              |
| 47 | Jose Valverde     | R-R | 6'4"  | 265 | Mar 24, 1978        |    |               |     |       |     |              |    |                 |     |      |     |              |
| 45 | Zack Wheeler      | L-R | 6'4"  | 195 | May 30, 1990<thead> | #  | Catchers      | B/T | Ht    | Wt  | DOB</thead>  | 15 | Travis d'Arnaud | R-R | 6'2" | 210 | Feb 10, 1989 |
| 20 | Anthony Recker    | R-R | 6'2"  | 240 | Aug 29, 1983<thead> | #  | Infielders    | B/T | Ht    | Wt  | DOB</thead>  | 29 | Ike Davis       | L-L | 6'4" | 220 | Mar 22, 1987 |
| 28 | Daniel Murphy     | L-R | 6'1"  | 215 | Apr 1, 1985         |    |               |     |       |     |              |    |                 |     |      |     |              |
| 0  | Omar Quintanilla  | L-R | 5'9"  | 185 | Oct 24, 1981        |    |               |     |       |     |              |    |                 |     |      |     |              |
| 13 | Josh Satin        | R-R | 6'2"  | 215 | Dec 23, 1984        |    |               |     |       |     |              |    |                 |     |      |     |              |
| 11 | Ruben Tejada      | R-R | 5'11" | 200 | Oct 27, 1989        |    |               |     |       |     |              |    |                 |     |      |     |              |
| 5  | David Wright      | R-R | 6'0"  | 205 | Dec 20, 1982<thead> | #  | Outfielders   | B/T | Ht    | Wt  | DOB</thead>  | 30 | Andrew Brown    | R-R | 6'0" | 200 | Sep 10, 1984 |
| 21 | Lucas Duda        | L-R | 6'4"  | 255 | Feb 3, 1986         |    |               |     |       |     |              |    |                 |     |      |     |              |
| 3  | Curtis Granderson | L-R | 6'1"  | 200 | Mar 16, 1981        |    |               |     |       |     |              |    |                 |     |      |     |              |
| 12 | Juan Lagares      | R-R | 6'1"  | 215 | Mar 17, 1989        |    |               |     |       |     |              |    |                 |     |      |     |              |
| 22 | Eric Young        | S-R | 5'10" | 195 | May 25, 1985        |    |               |     |       |     |              |    |                 |     |      |     |              |

## Equips filials
| Level          | Team                    | League                         | Location                |
| -------------- | ----------------------- | ------------------------------ | ----------------------- |
| AAA            | Las Vegas 51s           | Pacific Coast League           | Las Vegas, Nevada       |
| AA             | Binghamton Mets         | Eastern League                 | Binghamton, New York    |
| Advanced A     | St. Lucie Mets          | Florida State League           | Port St. Lucie, Florida |
| A              | Savannah Sand Gnats     | South Atlantic League          | Savannah, Georgia       |
| Short Season A | Brooklyn Cyclones       | New York-Penn League           | Brooklyn, New York      |
| Rookie         | Kingsport Mets          | Appalachian League             | Kingsport, Tennessee    |
| GCL Mets       | Gulf Coast League       | Port St. Lucie, Florida        |                         |
| DSL Mets 1     | Dominican Summer League | Boca Chica, Dominican Republic |                         |
| DSL Mets 2     | Dominican Summer League | Boca Chica, Dominican Republic |                         |

## Emissores oficials
TELEVISIÓ
La majoria dels jocs dels Mets són portats per SportsNet New York (SNY) una empresa conjunta dels Mets i Comcast SportsNet.
L'anteriorment locutor de ràdio Gary Cohen fa el play-by-play, després d'haver traslladat a la televisió amb el llançament de SNY el 2006. L'exjugador dels Mets Keith Hernández i Ron Darling, són també comentaristes.
RÀDIO
De 1983-2013, els partits en anglès dels Mets van ser retransmessos per WHN / WFAN - AM. Els jocs també eren trasnmessos simultàniament a WFAN - FM (101.9 FM) durant la temporada 2013. L'any 2014 els Mets es van traslladar a la RAP .
Des de 2004, Howie Rose ha proporcionat play-by-play per als Mets en les emissions de ràdio. Rose comparteix aquesta funció amb una segona emissora mentre que també proporciona una anàlisi dels partits.
A partir de 2013, WEPN-AM és la llar dels Mets en castellà emissions amb Juan Alicea i Max Pérez Jiménez proporcionant els comentaris. WEPN-AM va ser anteriorment la filial de Nova York ESPN Ràdio i, per tant, un competidor per WFAN.
El 4 de novembre de 2013, els Mets i la 710 WOR Radio van anunciar una nova associació de difusió per a la temporada 2014 .